# Uromyces viciae-fabae

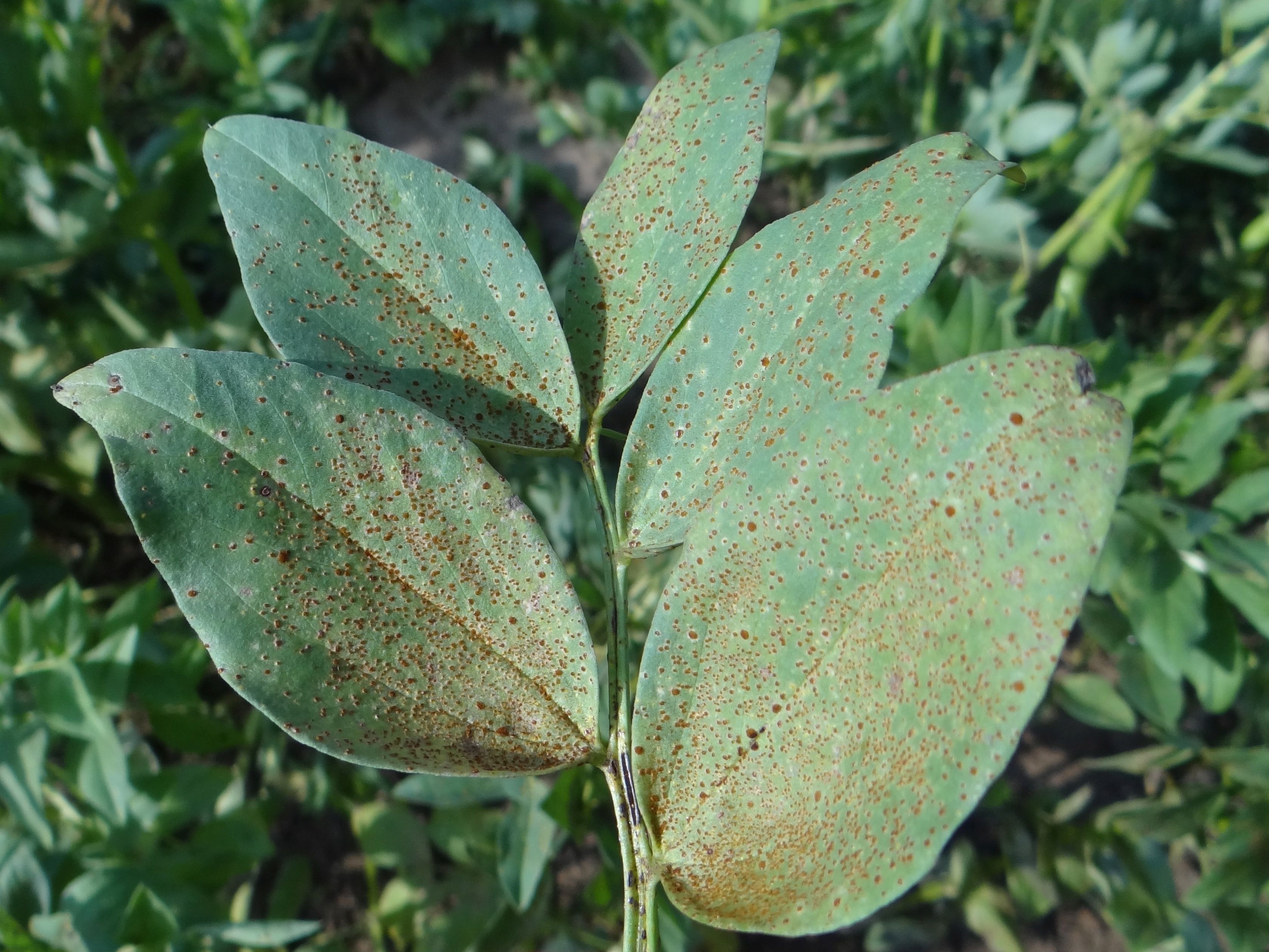
Objawy rdzy na liściach bobu

Uromyces viciae-fabae (Pers.) J. Schröt. – gatunek grzybów z rodziny rdzowatych (Pucciniaceae). Grzyb mikroskopijny, saprotrof i pasożyt roślin. Wywołuje chorobę zwaną rdzą bobiku.

## Systematyka i nazewnictwo
Pozycja w klasyfikacji według Index Fungorum: Uromyces, Pucciniaceae, Pucciniales, Incertae sedis, Pucciniomycetes, Pucciniomycotina, Basidiomycota, Fungi.
Po raz pierwszy zdiagnozował go w 1801 r. Ch.H. Persoon nadając mu nazwę Uredo viciae-fabae. Obecną, uznaną przez Index Fungorum nazwę nadał mu J. Schröter w 1875 r.
Synonimy.

- Aecidium leguminosarum Rabenh. 1844
- Caeoma appendiculatum Schltdl. 1826
- Caeoma leguminosarum Link 1825
- Capitularia fabae (Pers.) Syd. 1922
- Coeomurus fabae (Pers.) Kuntze 1898
- Nigredo fabae (Pers.) Arthur 1920
- Puccinia fabae (Alb. & Schwein.) Link 1825
- Puccinia fabae Grev. 1823
- Puccinia fallens Cooke 1866
- Puccinia globosa Grev. 1824
- Puccinia polygoni-avicularis var. fabae Alb. & Schwein. 1805
- Trichobasis fabae (Pers.) Lév. 1849
- Uredo fabae Pers. 1794
- Uredo fabae DC. 1806
- Uredo leguminosarum Rabenh. 1844
- Uredo orobi Schumach., 1803
- Uredo viciae-fabae Pers. 1801
- Uromyces fabae (Pers.) de Bary 1879
- Uromyces fabae (Pers.) de Bary 1879 var. fabae
- Uromyces fabae var. orobi (Schumach.) Jørst. 1935
- Uromyces orobi (Schumach.) Lév. 1847
- Uromyces viciae Fuckel 1870
- Uromyces viciae-fabae (Pers.) Jørst. 1934
- Uromyces viciae-fabae var. orobi (Schumach.) Jørst.
- Uromyces viciae-fabae (Pers.) J. Schröt. 1875 ar. viciae-fabae

## Morfologia
Pyknidia występują zazwyczaj razem z ecjami na obydwu stronach blaszki liściowej. Ecja mają rdzawą barwę, średnicę 3–4 mm, zazwyczaj otaczają pyknidia, lub występują w rozproszeniu. Ecjospory sferoidalne, o średnicy 8–26 μm, pokryte brodawkami o wysokości 1 μm. Uredinia o cynamonowej barwie rozwijają się na blaszkach i ogonkach liści. Mają średnicę 0,5–1 mm. Urediniospory o kształcie od elipsoidalnego do owalnego i rozmiarach 22–28–11 × 19–22 μm. Mają barwę żółtawą i są pokryte gęsto kolcami o wysokości 1–2,5 μm. Pory rostkowe 3–4, zazwyczaj na równiku, czasami rozproszone. Telia podobne do urediniów, ale czarne i większe. Teliospory o kształcie od owalnego do elipsoidalnego lub cylindryczne, o zaokrąglonych końcach i rozmiarach 25–40 × 18–26 μm. Mają kasztanową barwę, gładkie ściany o grubość 1–2 μm na bokach i 5–12 μm powyżej. Szypułki o długości do 100 μm.

## Występowanie
Występuje na całym świecie. Rozwija się na roślinach należących do rodzajów: groszek, fasola, wyka i soczewica.

## Gatunki podobne
Niektóre gatunki Uromyces są morfologicznie bardzo podobne. Trzeba ostrożnie je identyfikować. Najbardziej podobne są: 
- Uromyces pisi-sativi. Jego urediniospory mają 3–6 rozproszonych por rostkowych, teliospory brodawkowate, o rozmiarach 22–28 × 17–22 μm[4]
- Uromyces heimerlianus ma urediniospory z 4–6 rozproszonymi porami rostkowymi, teliospory brodawkowate, o rozmiarach 25–30 × 20–27 μm[4]
- Uromyces viciae-craccae ma urediniospory z 4–6 rozproszonymi porami rostkowymi, teliospory prążkowane[4]
- Uromyces ervi ma urediniospory z 2 jednakowymi porami rostkowymi, teliospory gładkie ze ścianą pogrubioną na wierzchołku[4].